# Немичев, Константин Витальевич
Константин Витальевич Немичев (род. 10 января 1996, Харьков, Украина) — украинский военный и политический деятель. Экс-боец полка «Азов», сержант Национальной гвардии Украины. Председатель харьковской областной организации политической партии «Национальный корпус». Глава общественного совета при харьковской государственной администрации. Начальник штаба спецподразделения «Kraken».

## Биография
Константин Немичев родился 10 января 1996 года в Харькове в семье электромонтажника и воспитательницы дошкольного учреждения.
До 2010 года учился в СОШ № 11. В 2010 году перешел в СОШ № 61, которую окончил в 2012 году. В 2016 году окончил Харьковский колледж строительства, архитектуры и дизайна, факультет «Строительство и эксплуатация сооружений». В 2020 году окончил Харьковский национальный университет строительства и архитектуры по специальности «Строительство».
Участник ультрас-движения ФК Металлист.

### Российско-украинская война
Был участником Революции достоинства и участвовал в защите Харькова от пророссийского мятежа весной 2014 года.
В 2014 — 2016 годах — служил в батальоне и полку «Азов», где получил звание сержанта .
Участвовал в боях за Широкино, обороне Мариуполя.
Весной 2022 года, в Харькове, вместе с Сергеем Величко, создал подразделение «Kraken», которое позже возглавил как наиболее опытный специалист .
С сентября 2022 года в России находится в розыске.

### Общественная деятельность
В 2016 году был куратором инициативных групп Общественной организации «Гражданский Корпус АЗОВ» в Харькове.
В марте 2017 года во время взрывов составов вместе с группой единомышленников выехал в Балаклею, где создал координационный штаб, в котором люди могли получить еду и одежду.
В августе 2018 года открыл спортивный зал и молодежный центр.
В декабре 2018 года начал реабилитационный центр для ветеранов АТО/ООС «Братская Цитадель» .
В июне 2019 года основал детский национально-патриотический лагерь «Слобожанин».
В июле 2019 года установил современный кроссфит комплекс на городском пляже Харькова .
По харьковской области установлено пять памятных крестов в честь «погибших за Украину».
По его инициативе и при его непосредственном участии был закрыт целый ряд незаконных наливаек и наркопритонов в Харькове.
В 2021 году был избран председателем общественного совета при харьковской государственной администрации.

### Политическая деятельность
В январе 2018 года назначен Председателем харьковской областной организации политической партии «Национальный Корпус».
В апреле 2019 года был кандидатом в народные депутаты в 170 округе Харькова.
Подготовил и подавал проект решения о запрете продажи алкогольных напитков в радиусе 300 метров от учебных заведений.
В июле 2021 года заявил о готовности быть кандидатом от Национального Корпуса на должность Харьковского городского головы.
В августе 2021 года, в результате праймериз, стал единственным кандидатом на пост городского головы Харькова от проукраинских сил.
В октябре 2021 года на выборах Харьковского городского головы получил 4,25 % поддержки, а это 12 295 голосов избирателей.

## Награды
- Награда Президента Украины «За участие в антитеррористической операции»;
- Награда полка «Азов» «Широкинская операция»;
- Благодарность Министерства по делам ветеранов;
- Благодарность Харьковской облгосадминистрации «За участие в АТО».